# ジョルジュ・ビゴー
ジョルジュ・フェルディナン・ビゴー（フランス語: Georges Ferdinand Bigot, 1860年4月7日 - 1927年10月10日）は、フランス人の画家、挿絵画家、漫画家、銅版画家。1882年（明治15年）から1899年（明治32年）にかけて日本に17年間滞在し、当時の日本の世相を伝える多くの絵を残したことで知られる。晩年は筆禍のため日本を去った。署名は「美郷」「美好」ともある。

## 生涯

### 訪日まで
1860年にパリで生まれる。父は官吏、母はパリの名門出身の画家。母の影響を受けて幼い頃から絵を描き始める。4歳のとき妹が生まれ、8歳の時に父が亡くなる。1871年3月から5月にかけてのパリ・コミューンでは、その成立から崩壊にいたるまで、燃えさかるパリの街や戦闘・殺戮をスケッチして回っている。

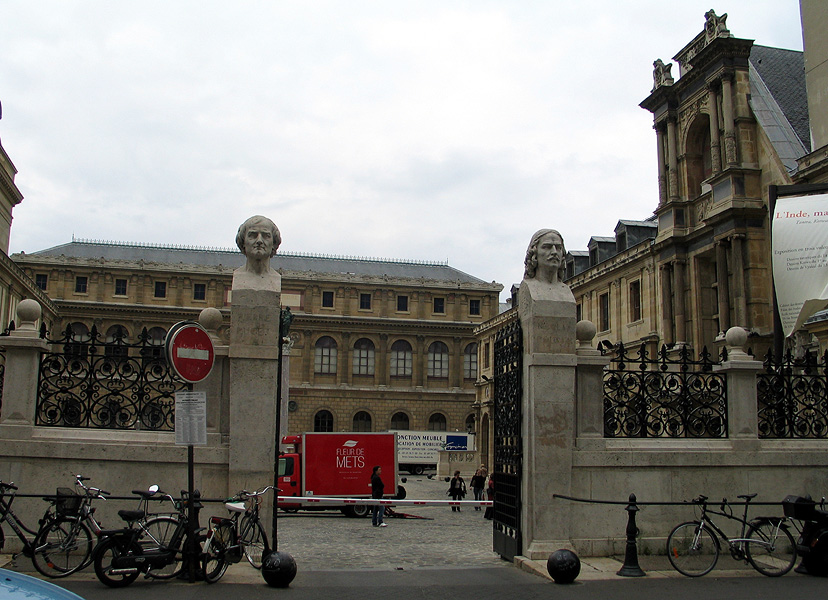
エコール・デ・ボザールの入り口

1872年にエコール・デ・ボザールに入学して絵を学ぶが、家計を助けるために1876年に退学して挿絵の仕事を始める。在学中はジャン＝レオン・ジェロームや肖像画で知られるカロリュス＝デュランの指導を受けた。退学後、サロンに出入りして、日本美術愛好家として知られたフェリックス・ビュオやアンリ・ゲラールから日本美術についての知識を得、挿絵の仕事で出会ったエミール・ゾラやエドモン・ド・ゴンクールなどからもジャポニスムを知るようになる。1878年、フェリックス・レガメが旅行記『日本散策』を出版、同年のパリ万国博覧会では浮世絵と出会って興味を抱く。この頃銅版画の技法を学んだ。また1880年には美術研究家ルイ・ゴンスによる大著『日本美術』の挿絵を一部担当した。
1881年にはエミール・ゾラの小説「ナナ」の単行本向けに挿絵17枚を寄稿する（複数の挿絵画家の一人）。人気作品の挿絵を担当したように、フランスで既に一定の知名度を得ていたが、日本への思いは強く、渡航を決断する。陸軍大学校で当時教官を務めていた在日フランス人のプロスペール・フークの伝手を得て、この年の暮れにマルセイユ港を発ち、1882年（明治15年）の1月、21歳のときに訪日した 。

### 風刺画家へ

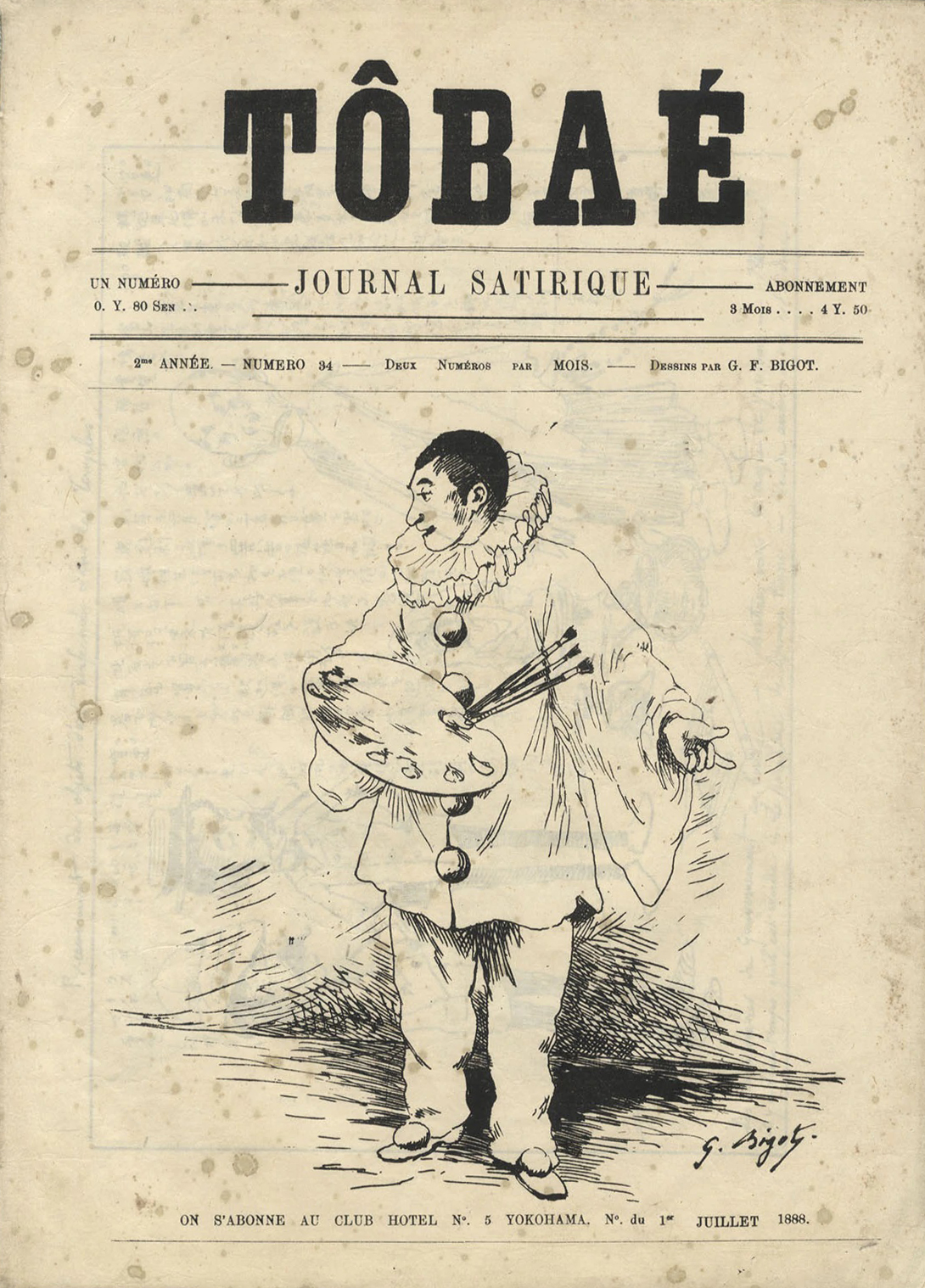
ビゴーが創刊した漫画雑誌『トバエ』の表紙。ピエロ姿の人物はビゴーが自らを戯画化したものである。

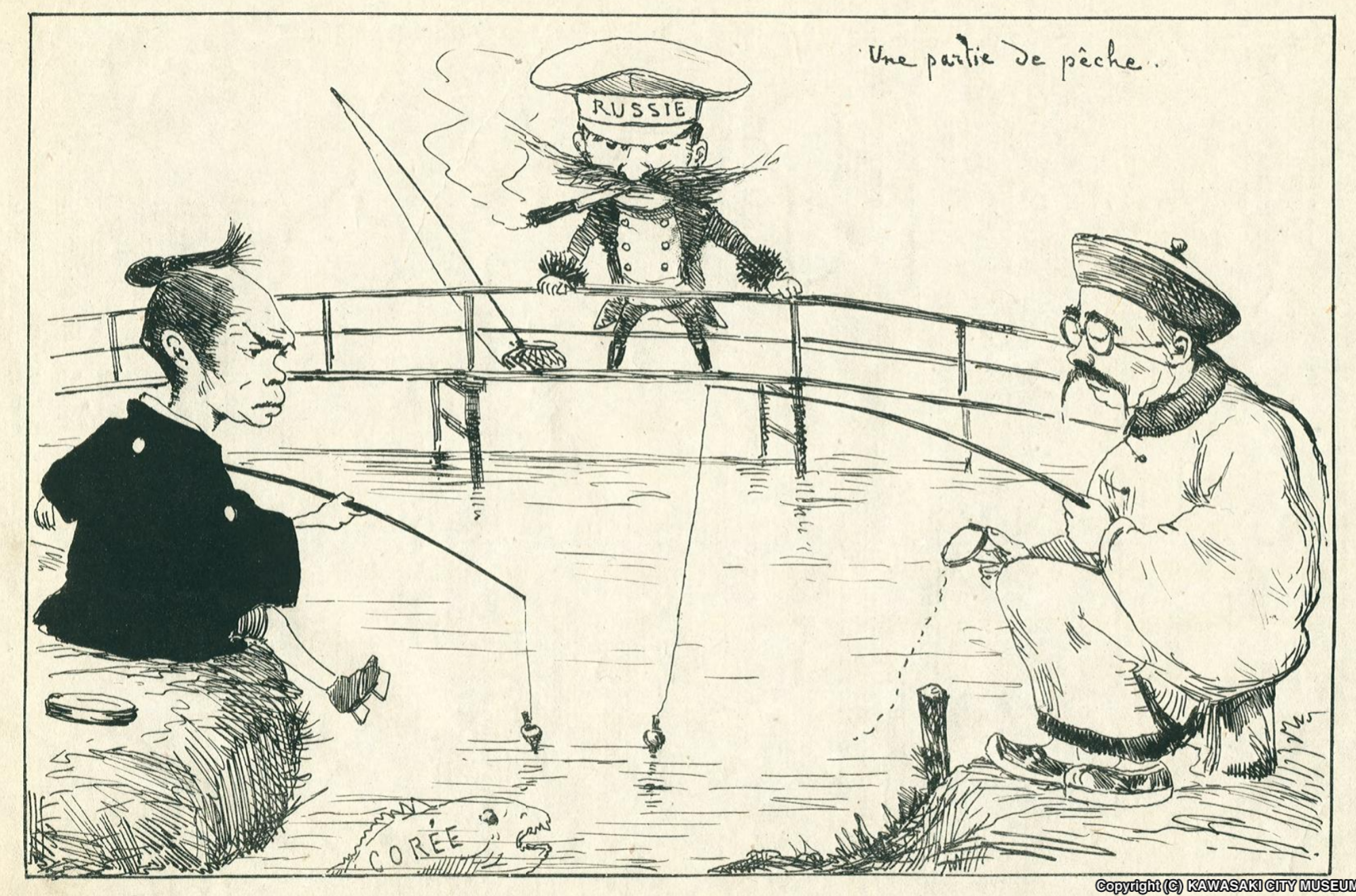
『魚釣り遊び（うおつりあそび）』(Une partie de pêche)
『トバエ』1号（1887年2月15日）
魚（朝鮮）を釣り上げようとする日本と中国（清）、横どりをたくらむロシア。

当時は写真が技術的な信頼性に欠けていたため、陸軍士官学校では記録用に写生を正課として教えていた。ビゴーはフークの尽力と陸軍卿大山巌の紹介を得て、1882年10月から1884年10月までの2年間、お雇い外国人として絵画の講師に雇用され、安定した立場と高額の報酬を得ることができた。この間、日本の庶民の生活をスケッチした3冊の画集を自費出版している。日本の社会を知る目的もあって、遊廓にも出入りする生活であった。しかし、講師の契約が切れると洋画を教える場所はなかった。幸い、自費出版した画集は外国人居留地に住む外国人から好評を得たことから、ビゴーはその後も居留地の外国人（主にフランス人）向けに絵を描くことで日本に住み続けることとなった。
ビゴーは上記の通り浮世絵に興味を示し、訪日後はその習得にも関心を示したが、深入りすることはなかった。それは、当時の日本では江戸時代のような浮世絵が既に作られなくなっていたことに加え、浮世絵に描かれた世界が庶民生活の中にはまだ残っていることに気づき、日本での生活から自らの芸術の題材を見つけようとしたためであった。ビゴーは当時の日本の世相を版画・スケッチなどの形でときには風刺も伴った絵に表現した。当時の彼の作品には日本人が興味を持たなかった（当たり前すぎて題材にしなかった）ものも多く題材としており、今となっては貴重な資料ともなっている。
1885年、『改進新聞』の専属画工になった。その折の紹介記事では「仏国の江戸ッ子なりと自称せり」とある。
1885年と1886年 - 1887年の二度にわたって半年間、中江兆民の仏学塾でフランス語を教える。ビゴーは中江の門弟とも交流し、当時の自由民権運動の模様にも接することになる。1886年にはいったん帰国を検討するが、フランスの『ル・モンド・イリュストレ』やイギリスの『ザ・グラフィック』といった新聞から日本を題材とした報道画家の職を得たため、さらに滞在を延ばした。この頃には『團團珍聞』への漫画の寄稿（1885年）や『郵便報知新聞』に掲載された翻訳小説の挿絵（1886年）など、日本の大衆の目に触れる仕事も行うようになる。ビゴーはフランスでは漫画を描いたことはなく、日本で『團團珍聞』や『ジャパン・パンチ』（居留地向け）といった風刺画中心のメディアに接して、自らも漫画に進出した。ビゴーが残した風刺画の中には影絵の形式で複数のコマを並べてストーリーに仕立てたものがある。4コマ漫画との関連について、清水勲は、ビゴーは7～10コマの複数のコマを使用しており、ビゴーが描いた4コマ漫画は日本の漫画家のものを筆写した例があるだけだと記している。とはいえ、清水は「ビゴーはヨーロッパの比較的長いコマ漫画のスタイルを日本にもたらした」とも評している。
報道画家の仕事で経済的な基盤ができたこともあり、1887年に居留フランス人向けの風刺漫画雑誌『トバエ』を創刊し、日本の政治を題材とする風刺漫画を多数発表した。同年、先行する『ジャパン・パンチ』は終刊した。発行していたチャールズ・ワーグマンは、ビゴーの絵のうまさを見て決意したという見方もある。ビゴーは『トバエ』第5号で「さらば！わが友」と題して、ピエロ（ビゴー）が侍（ワーグマン）を見送る絵を載せた。
ビゴーは条約改正には当時の居留民に同調して時期尚早であるという立場を取る。当時の『トバエ』には中江兆民とその門弟も協力して日本語のキャプションを付けていた。彼らは政府批判という面で協力したとみられている。日本語のキャプションが付されたのは、ジャーナリストに影響を与えることを目的に日本の新聞社や雑誌に送付していたためであった。
なお、清水勲は、ビゴーが『トバエ』で主張したことについて、
1. 条約改正は時期尚早である。
2. 明治政府は国民の反対を押さえて条約改正を強行しようとしている。
3. 日本の近代化にはまだ時間がかかる。

の3点を指摘している。

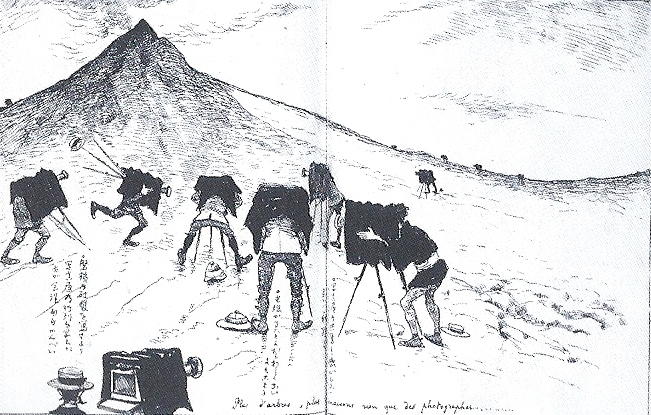
『磐梯山破裂之図』
『トバエ』36号に掲載された磐梯山噴火に関する風刺画
「磐梯の破裂を写すより写真屋の行列を写した方が余程面白かんべい」との文を添え、現地に押し掛ける写真屋の姿を皮肉っている。

居留地の外国人が商売相手で発行所も（治外法権のある）居留地とする一方、ビゴー自身は居留地に住むことはなく、日本人の生活を間近で知るために日本人の住む街並みに身を置いた。仏学塾で教えていた当時は麹町区二番町（現・東京都千代田区）に住み、1887年頃から1890年までは向島（現・東京都墨田区）という、外国人としてはかなり辺鄙な場所に居住した。その背景には『トバエ』に掲載した風刺画による警察からの監視に身の危険を感じ、壮士に気づかれるのも避けたいという事情もあった。1890年には牛込区市谷仲之町（現・東京都新宿区）に再び転居する。ここは、ビゴーが来日初期から世話になった士族佐野清の居宅のある市谷本村町からは至近の距離にあった。
ビゴーの取材対象は政治に限らず、1888年の磐梯山噴火や1891年の濃尾地震、1896年の三陸大津波といった災害にも、上記の外国紙通信員として取材を行っている。磐梯山取材の際には写真の力を痛感し、自らも写真の技術を身につけた。濃尾地震では撮影した写真をもとに報道画を描いている。これらの報道画はビゴーが本来の画業で培った写実的なものである。
この間、ビゴーはフランスのサロンに油彩画を出品し続けた。しかし、若い頃に写実主義の影響を強く受けたまま祖国を離れたビゴーの画風は、印象派などの新しい流派が主流となったフランスでは時代遅れとなっており、度重なる出品にもかかわらず滞日当時は入選することはなかった。

### マスとの結婚と日清戦争従軍

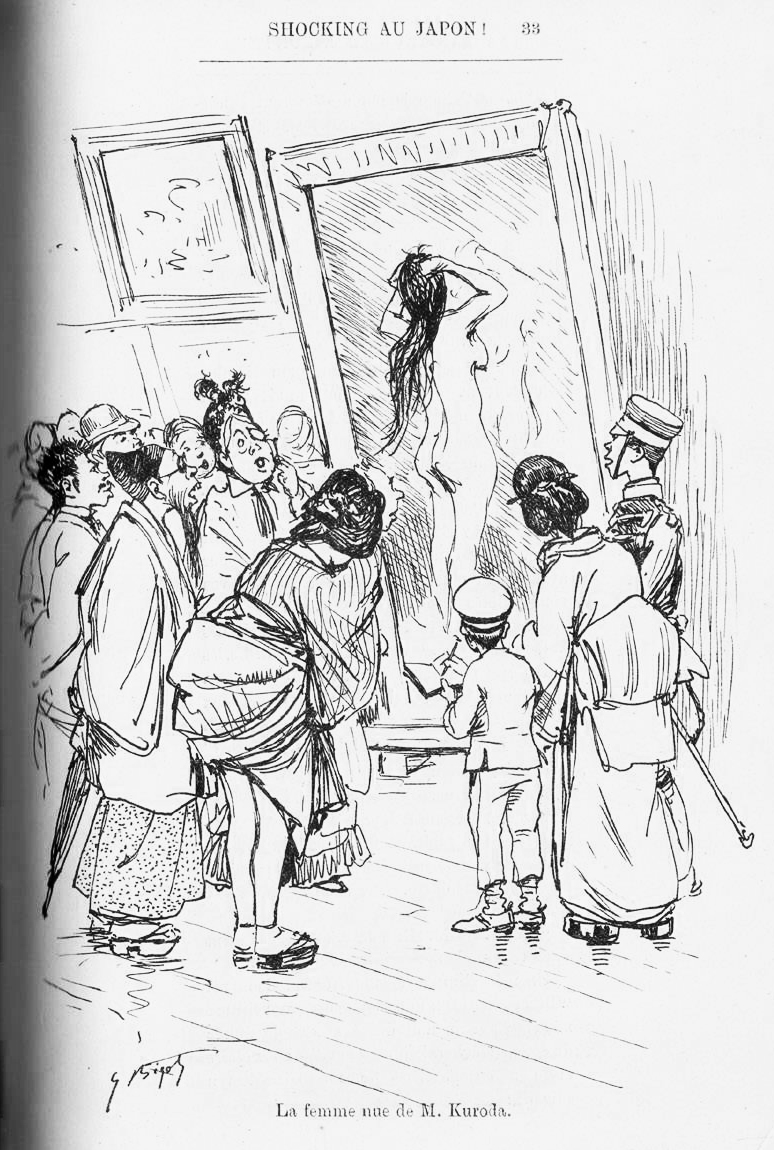
ビゴー：黒田清輝の絵画を見る人々。

1889年で『トバエ』は休刊し、その後もビゴーは複数の風刺画雑誌を刊行した。しかし、大日本帝国憲法発布で自由民権運動が終息すると、条約改正問題を除けば日本の政治に関する風刺はほとんど見られなくなった。1893年には半年ほど京都市に滞在。これは大阪市や神戸市の外国人居留地へのセールスが目的であった。また、この時期に千葉県検見川村稲毛（現・千葉市稲毛区）にアトリエを構えて移り住み、帰国直前まで暮らすことになる。

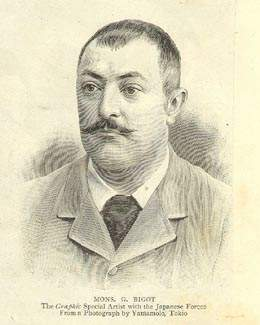
『ザ・グラフィック』（1894年）に描かれたビゴーの肖像

1894年（明治27年）7月、34歳で士族の佐野清の三女・佐野マスと結婚した。マスは美しい切れ長の瞳を持つ美人で、ビゴーより17歳年下であった。ビゴーは日本への永住を考えていた。この頃、フランスから帰国して間もない黒田清輝と知り合った。ビゴーは日本で暮らすため、画壇の重要人物と目した黒田の知遇を得ようとした。しかし、最新の流派を学んで帰国した黒田と上記の通り古い写実主義で育ったビゴーでは絵画に対する考えに大きな違いがあり、結局二人は大喧嘩をして絶縁した。

同年8月に日清戦争が勃発すると、ビゴーは英紙『ザ・グラフィック』の特派員として陸軍に従軍。二度にわたって朝鮮半島や中国東北部を取材し、報道画を寄稿した。1度目は釜山・仁川・平壌と朝鮮国を北上し、10月下旬の鴨緑江作戦を取材して11月初旬に広島に戻り、約1ヶ月間、新婚の妻マスと過ごして12月には再び中国戦線に出かけ、翌年にかけて満洲を取材した。これらの絵は野戦病院や雑役に従事した軍夫など、日本のメディアが関心を向けない題材が描かれていた点で貴重なものである。また、従軍に際しては写真機を持参しており、約200点の写真を撮影している。ただし、日清戦争が終結すると外国紙への寄稿は次第に少なくなっていった。1895年（明治28年）にはまた、長男モーリスが誕生した。

ビゴーが朝鮮で撮影した写真の数点
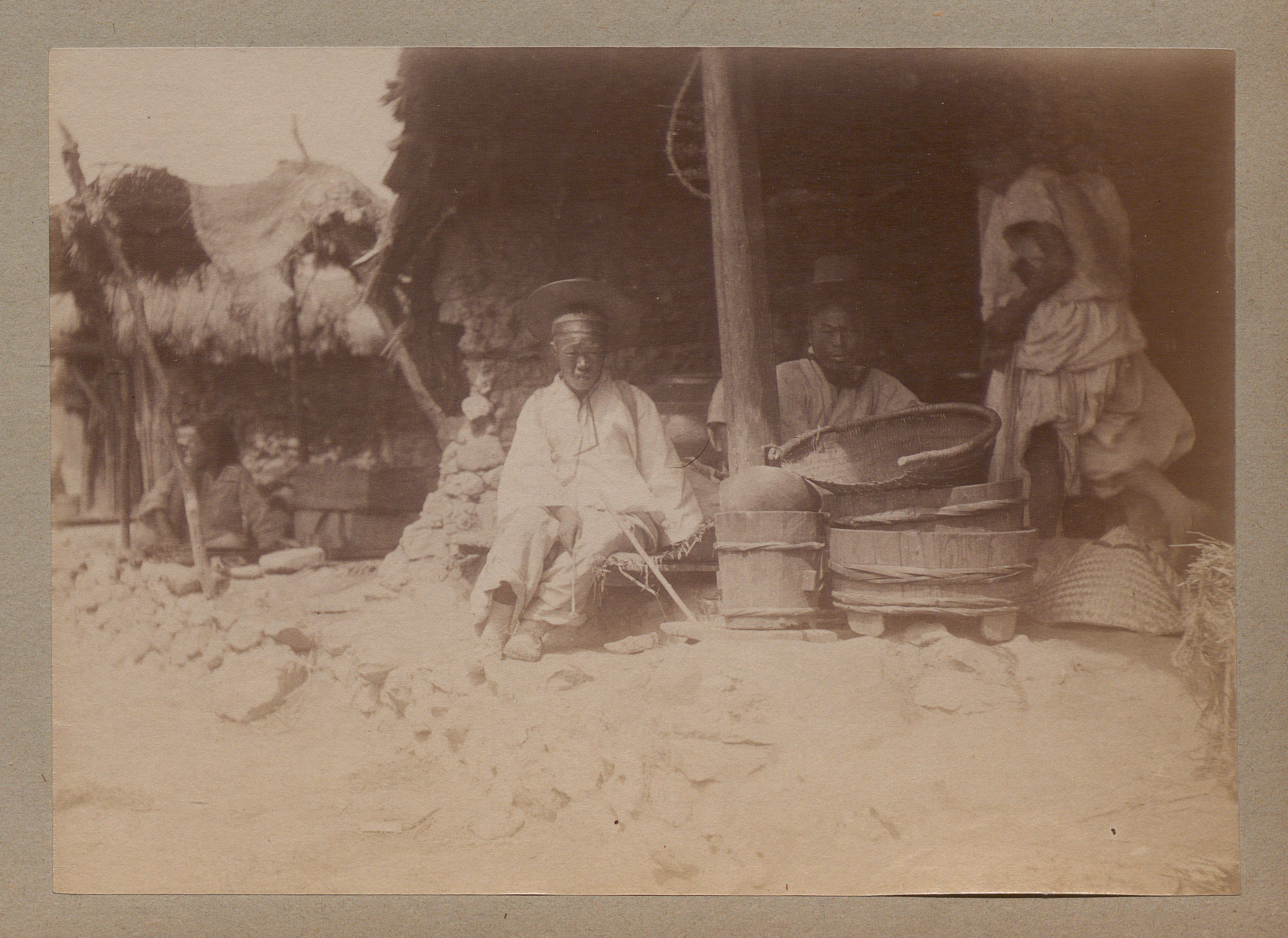
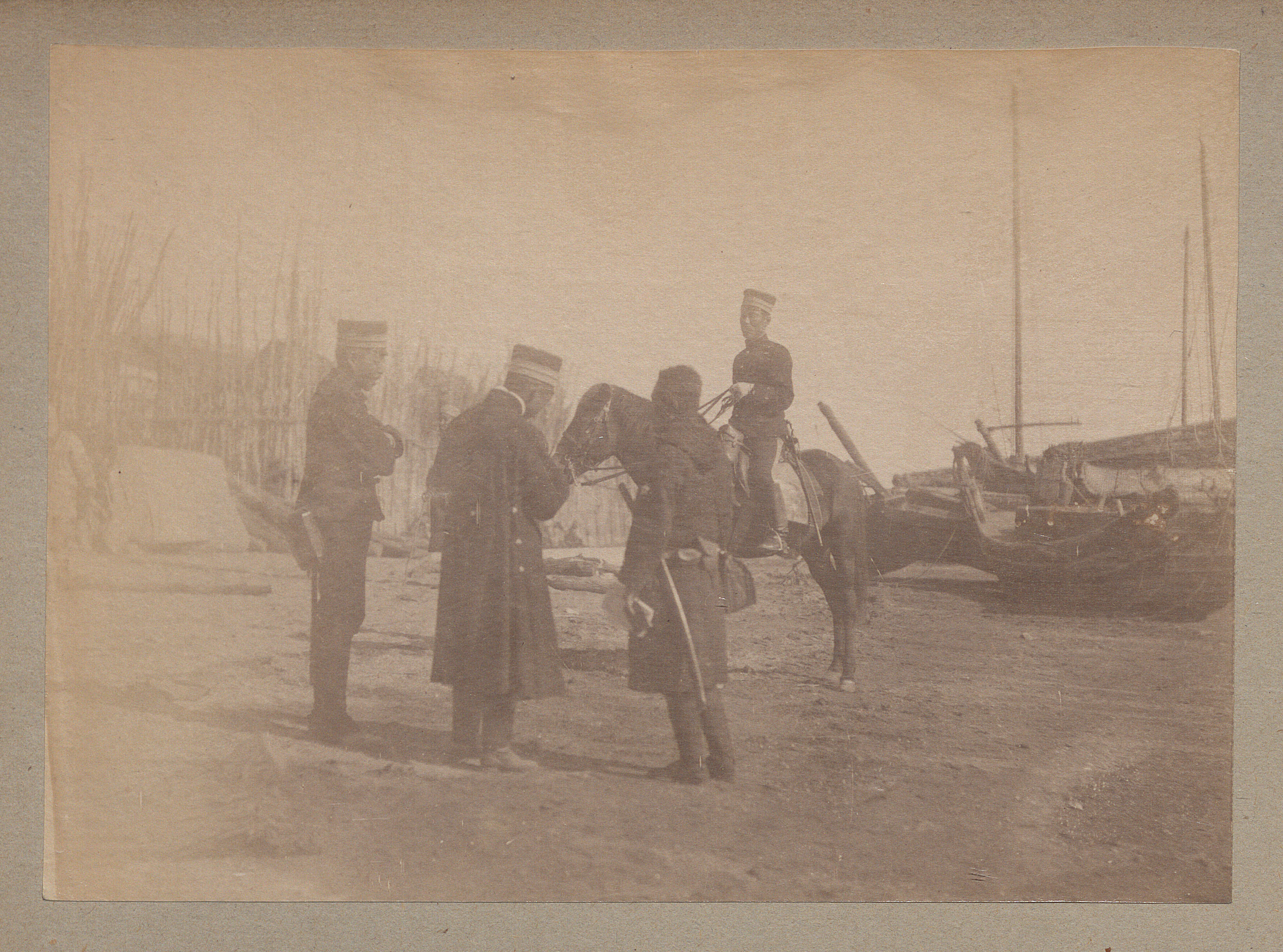
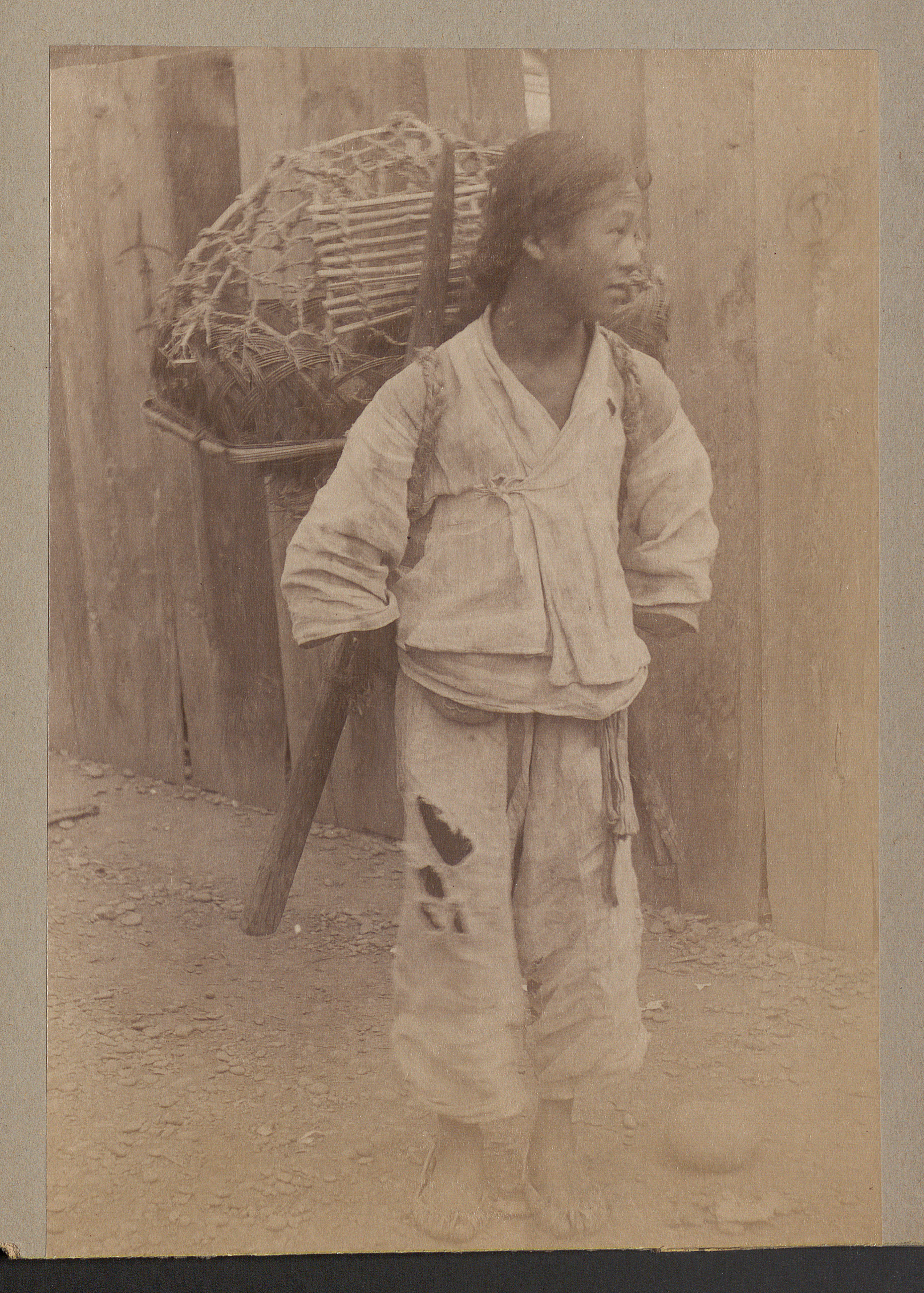
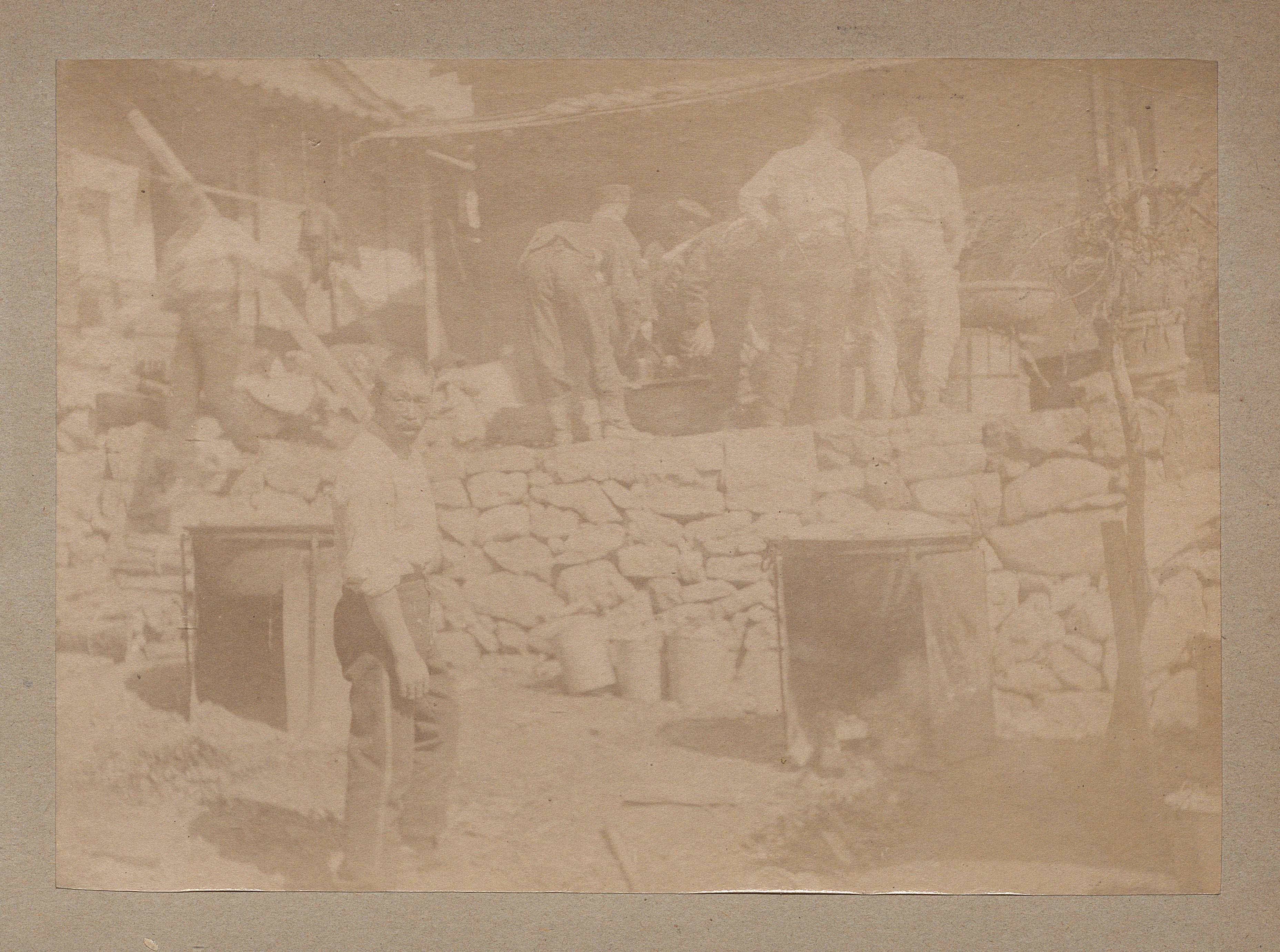
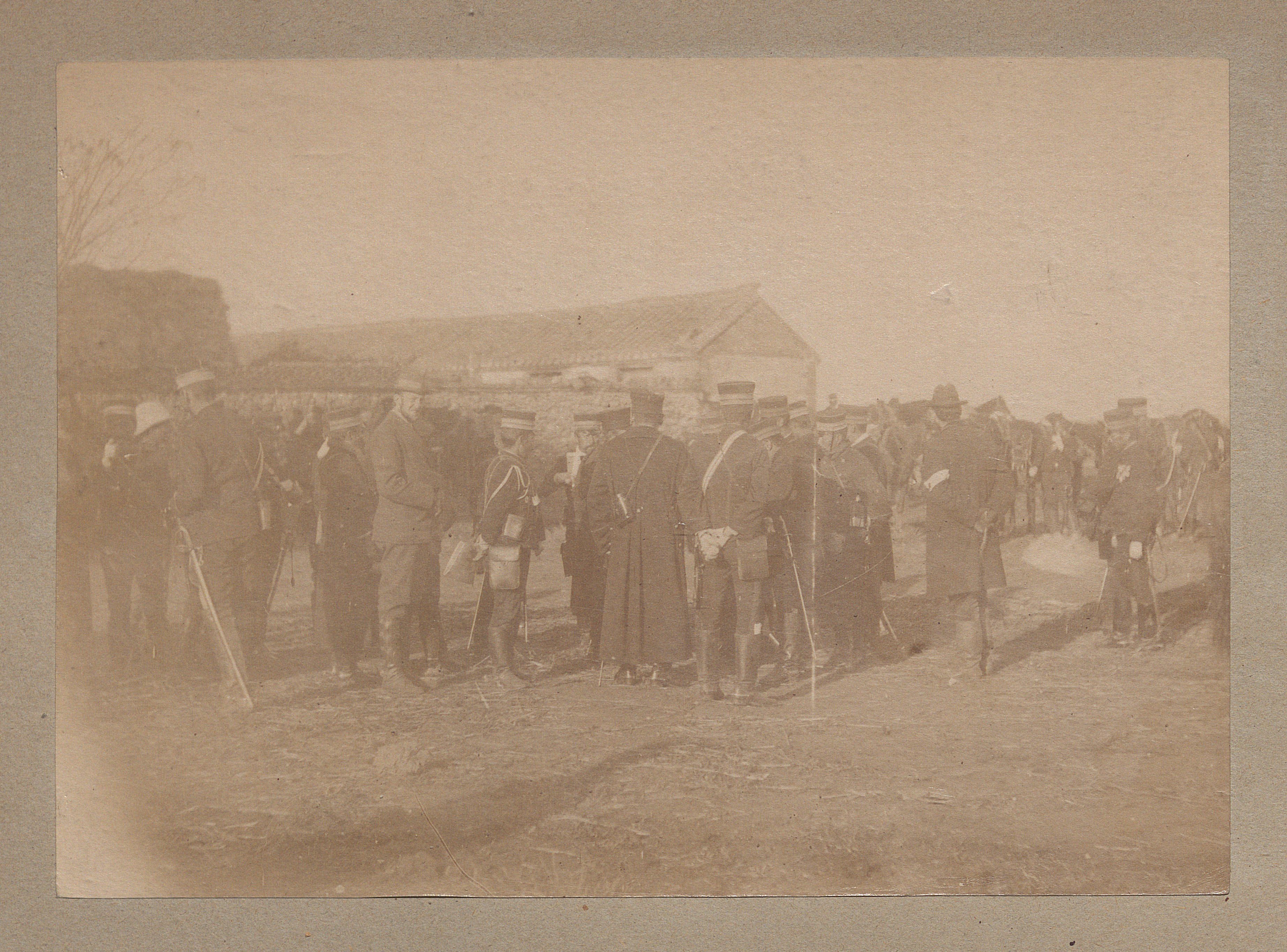
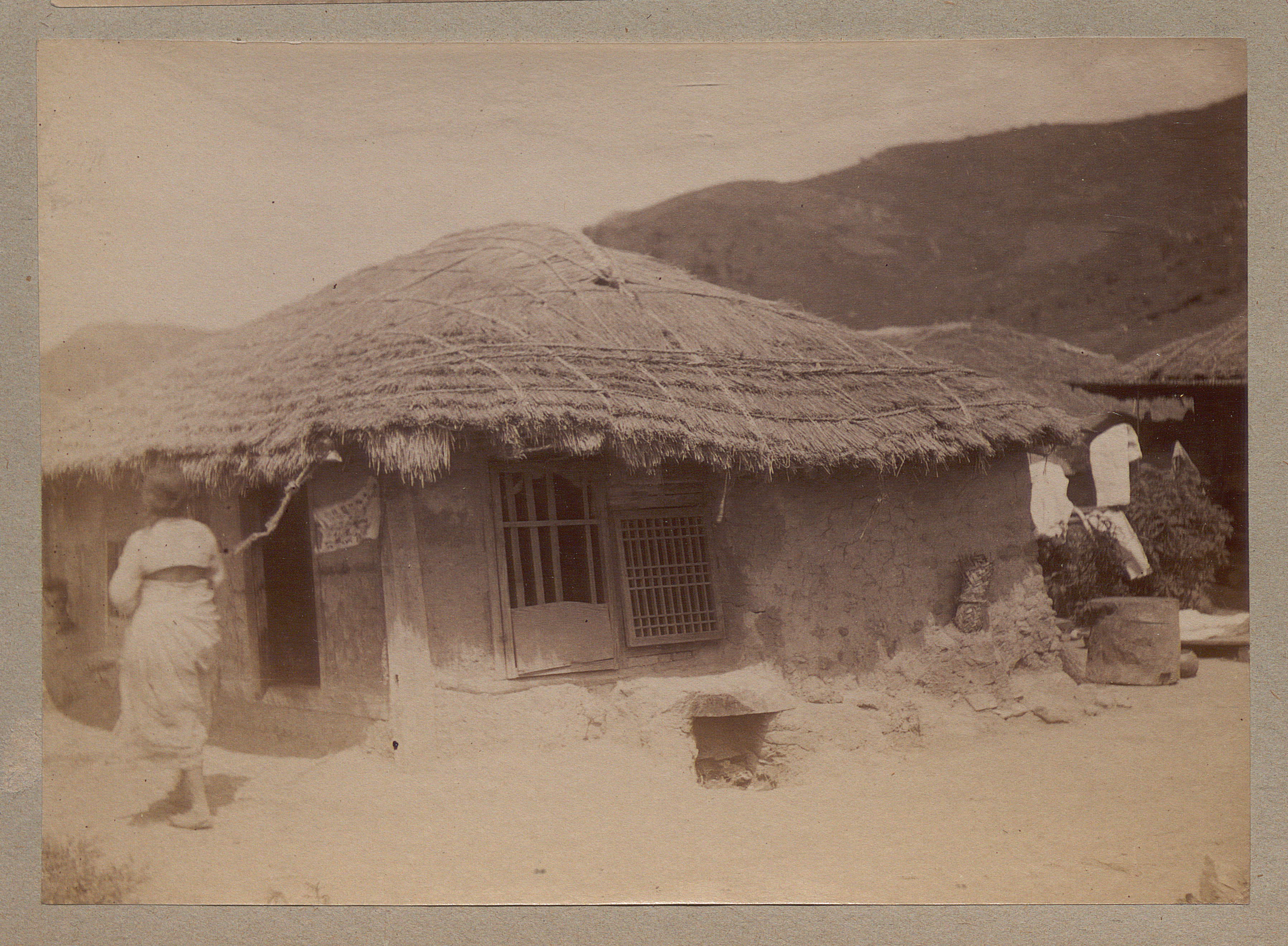
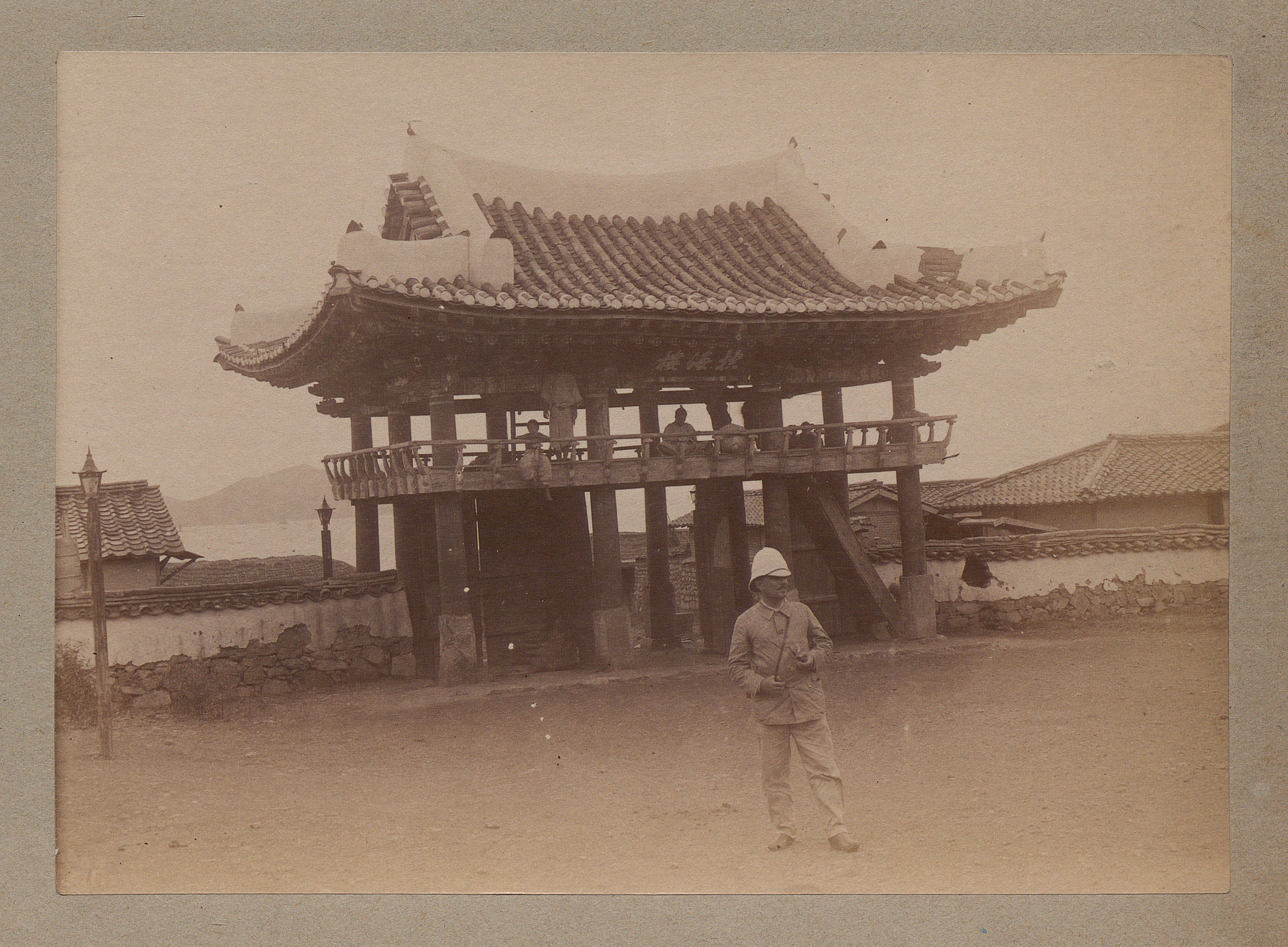
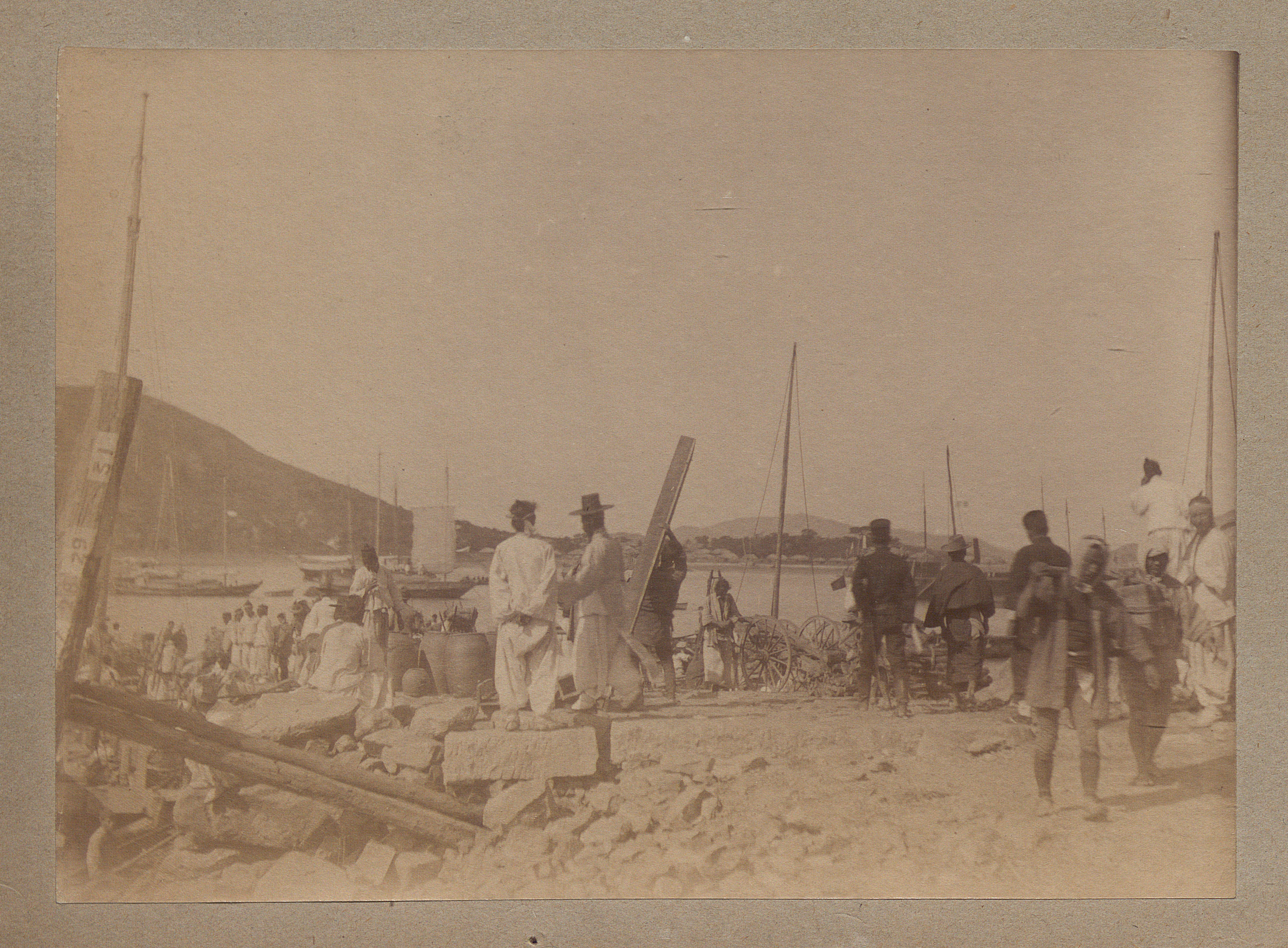
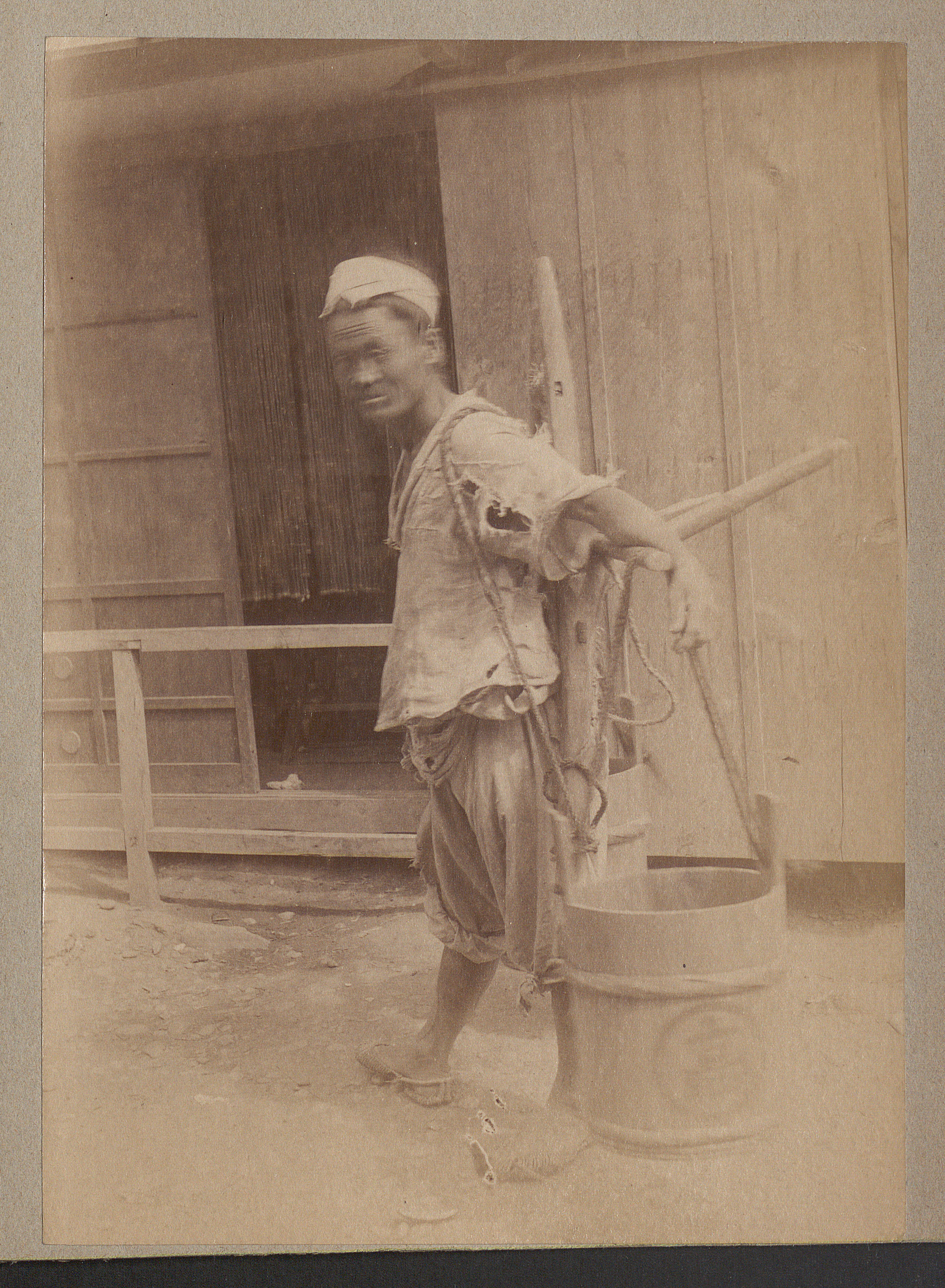
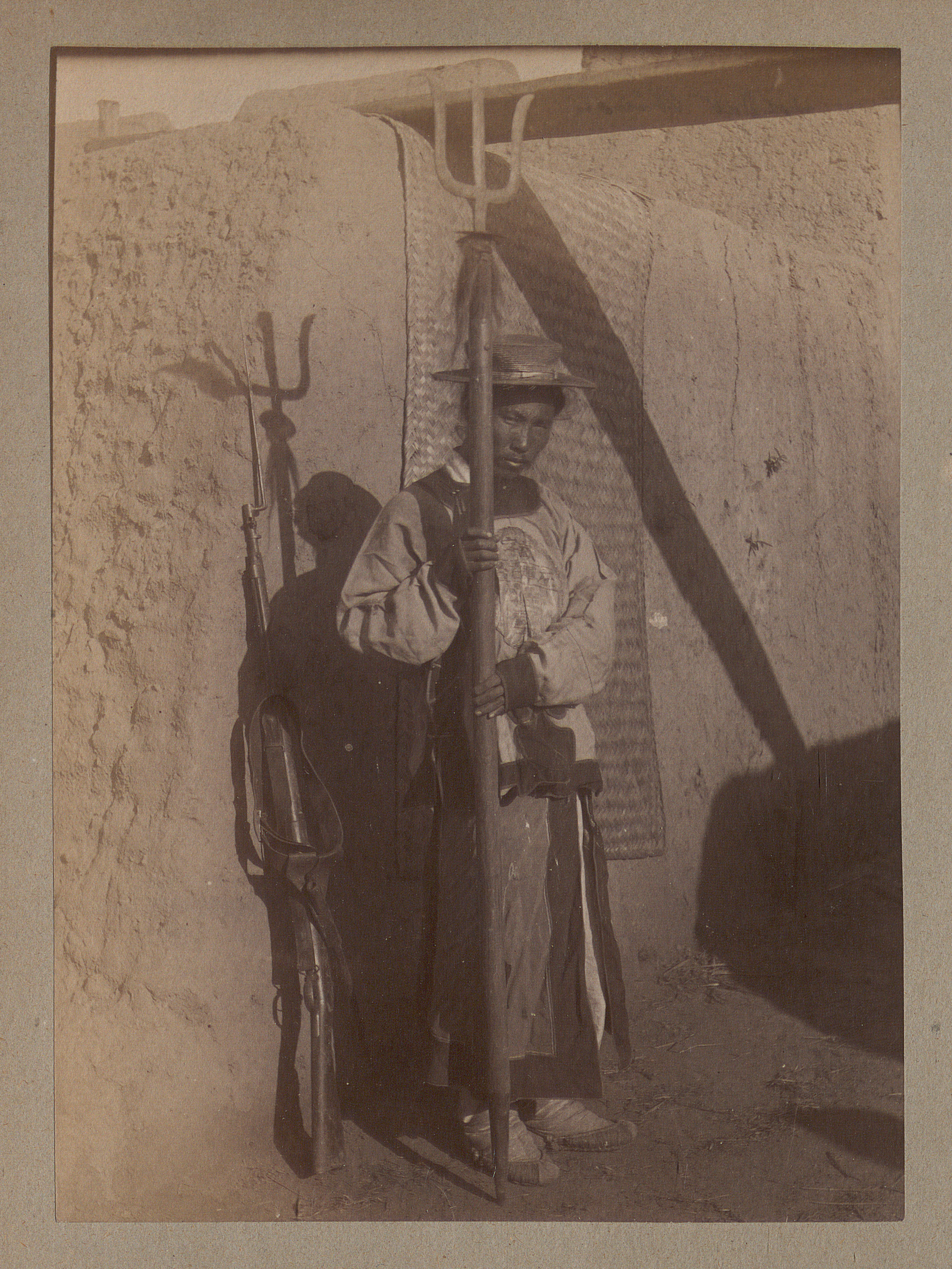
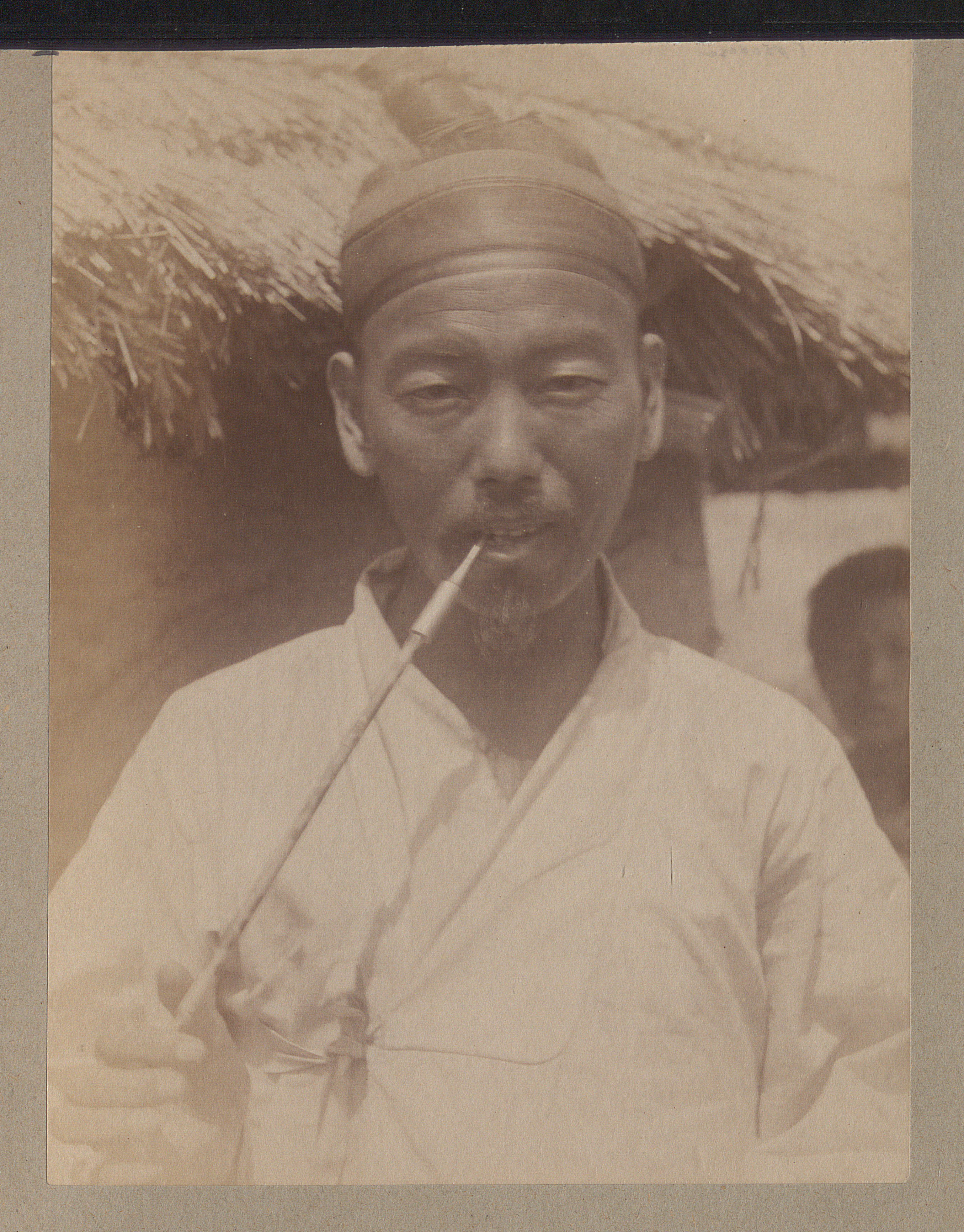
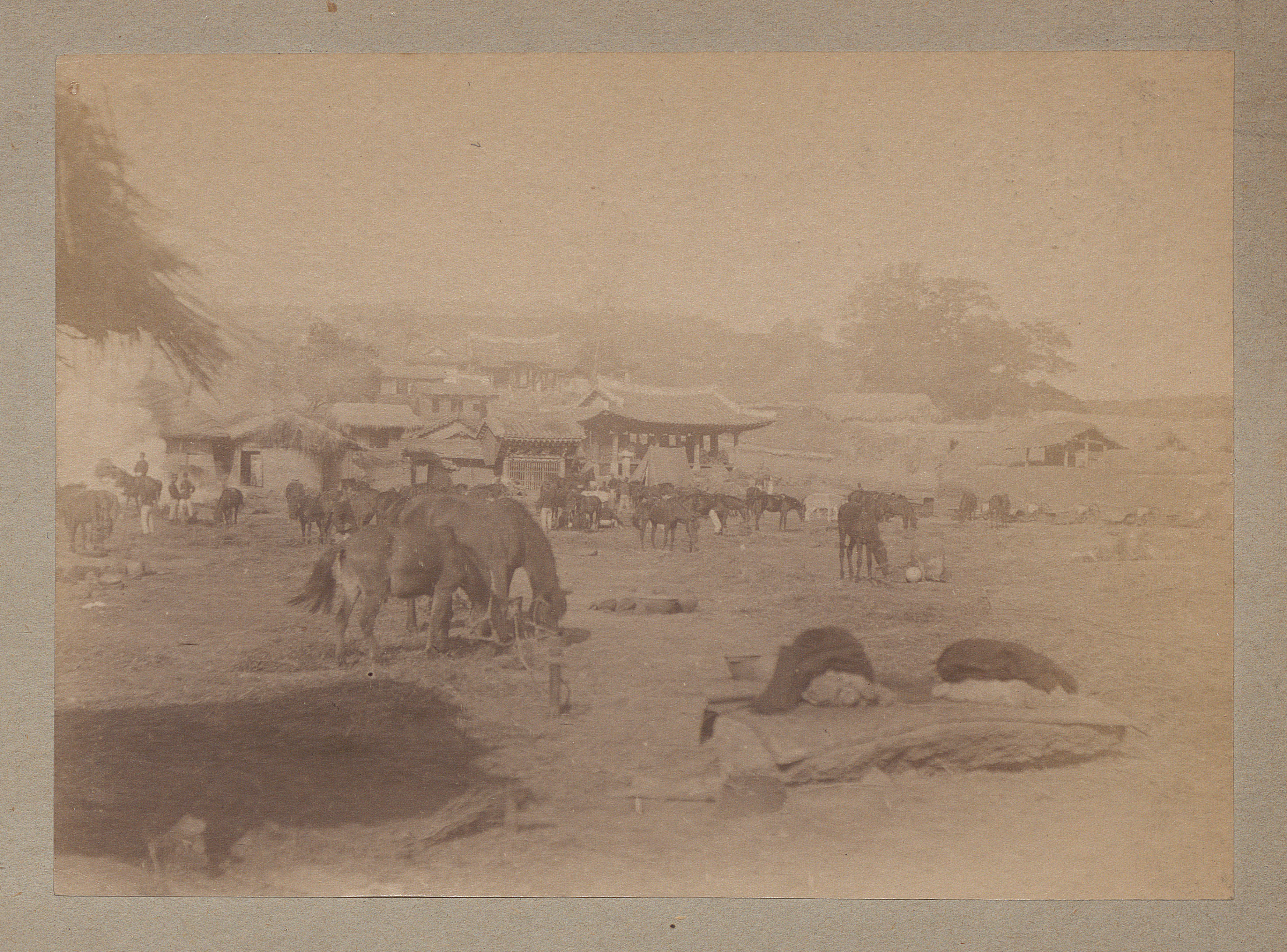
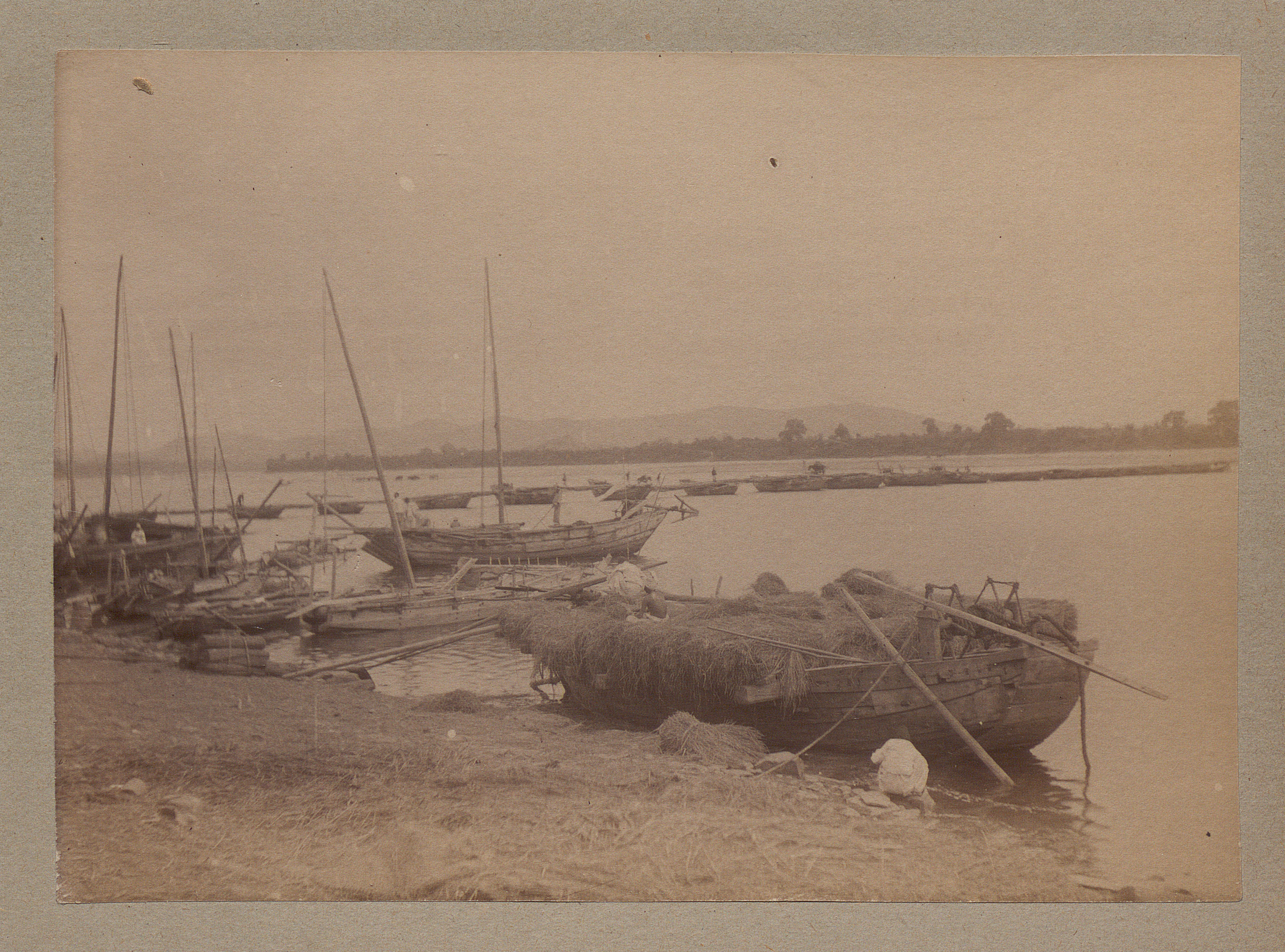
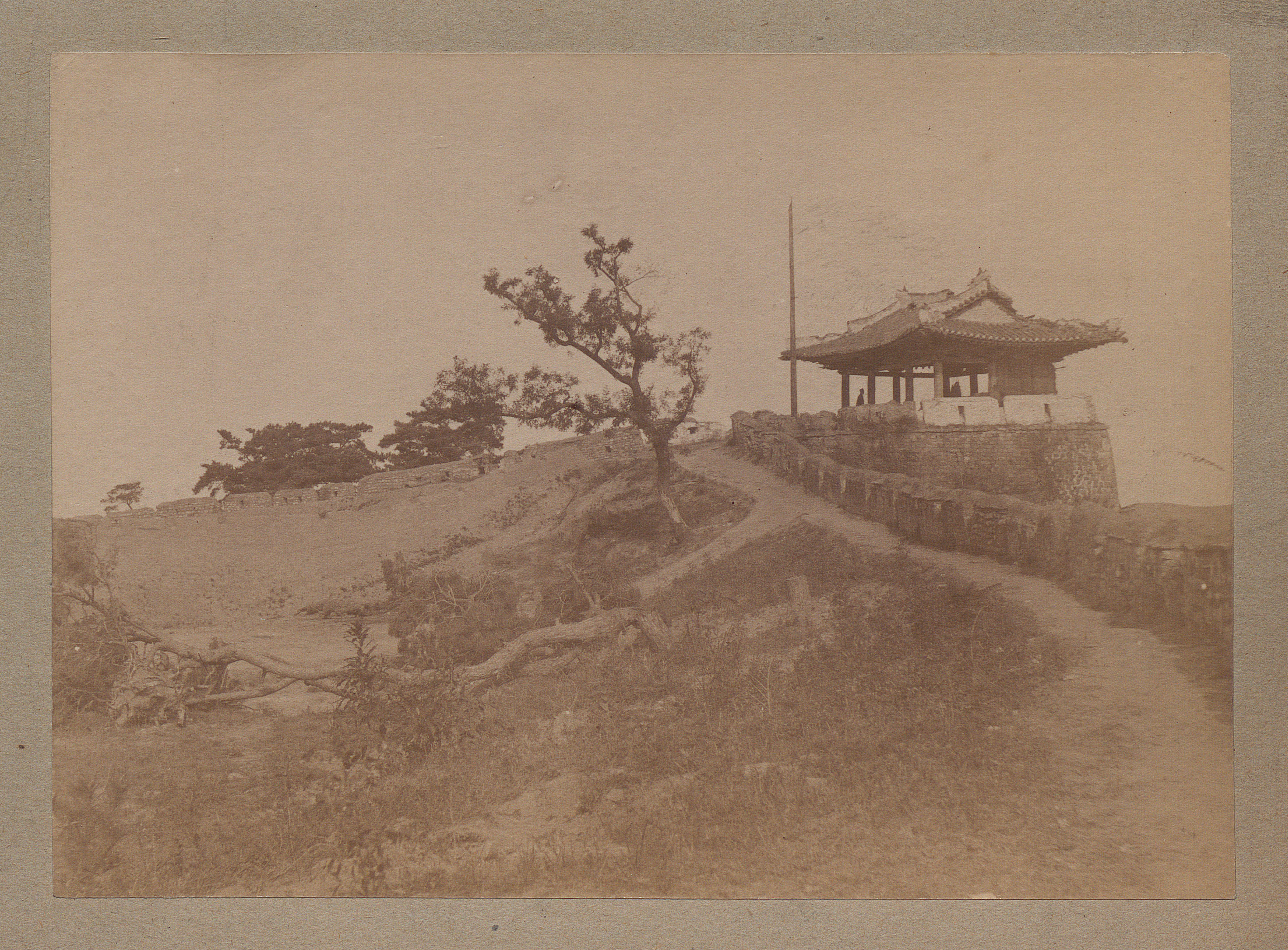
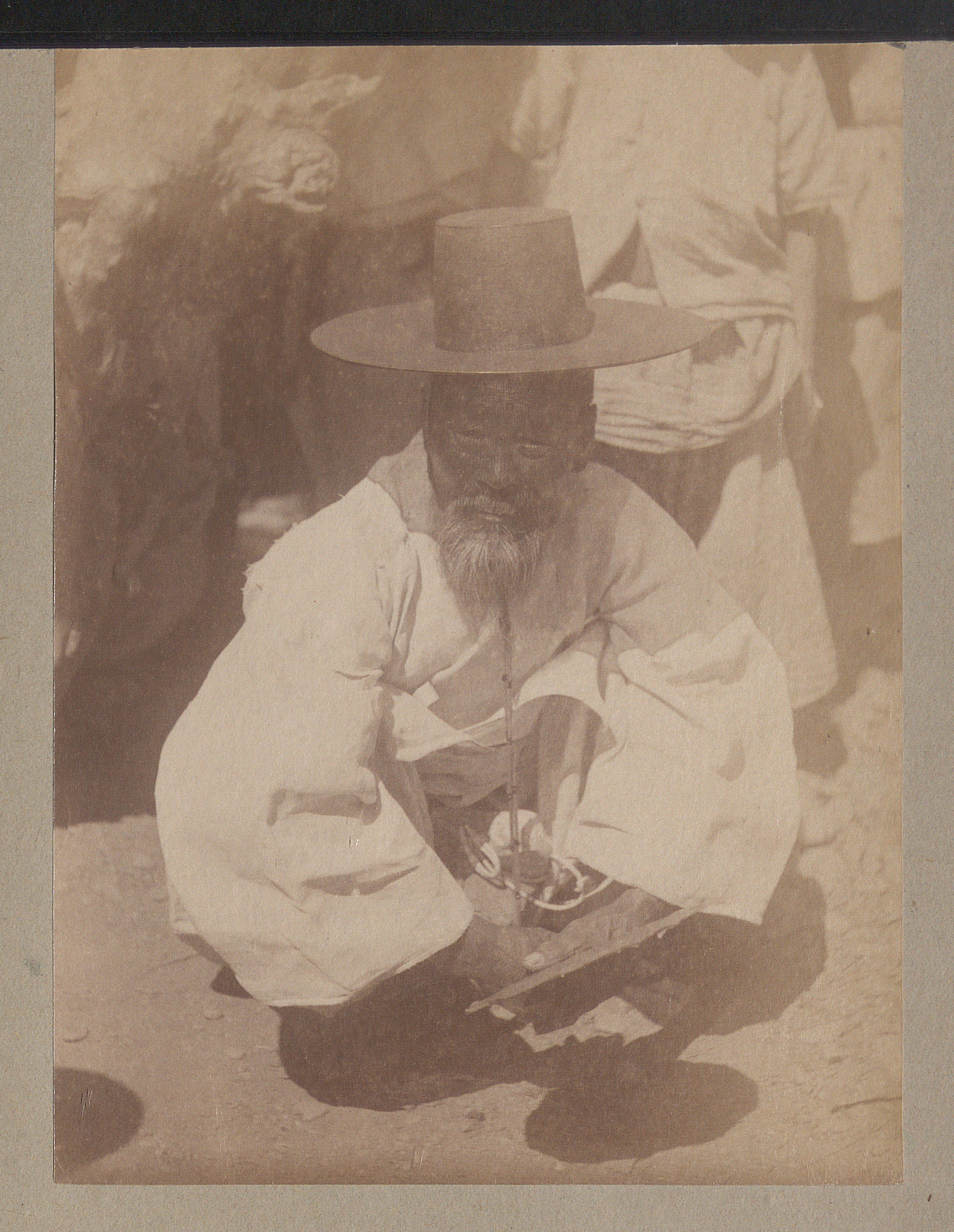

### フランス帰国まで
日清戦争の勝利により日本がアジアの中でその地位を高めたことで、ビゴーの風刺は日本を中心とした極東情勢が主なテーマとなっていった。同時にロシア帝国に対抗するイギリスが日本への接近を図り、条約改正への流れは決定的となる。ビゴーが主な顧客としていた居留地の外国人が条約改正を嫌って離日すること、また写真の発達で報道画の仕事が激減したことで、ビゴーは生活の不安を抱えた。加えて、条約改正に伴い、外国人居留地と治外法権が撤廃されることで、従来のような居留地を根拠とした自由な出版活動が困難になることを予期していた。ビゴーはまた多くの居留外国人同様、日本の司法や警察に不信を抱いていた。
1899年（明治32年）6月、条約改正の発効1ヶ月前にビゴーはフランスに帰国した。39歳であった。夫人のマスとは離婚し、フランス国籍の長男は自らが引き取ってフランスに連れ帰った。マスとの関係については、のちに誕生した次女の回想として「離縁された」という証言があり、及川茂は「マスとの確執がビゴーの忍耐心を抑えられなくなったのである」と記している。
帰国直前に刊行した画集『1899年5月』は、日本への幻滅感を強く印象づける内容となっている。銅版画で日本を題材とした画集『ル・ジャポン』の刊行を企図したが、未刊行に終わった。

### 帰国後
帰国後の1899年12月にフランス人女性M・デプレと再婚。この妻との間には1904年までの間に2人の女子をもうけた。
1900年のパリ万国博覧会で「世界一周パノラマ館」の設計にかかわったとされる。このほかにも挿絵・漫画・ポスターなどの大衆画家として活動した。ただし及川茂は、ビゴーは帰国直後に若干の風刺画を手がけたものの、イラスト入りの新聞・雑誌の全盛期で多くの同業者がいた当時のフランスでビゴーの作品は読者の関心を呼ぶことができず、日本の情報を描くことに転じたと記している。
1903年には日本で暮らした稲毛海岸を題材にした油彩画がサロンに入選する。これはビゴーにとって生涯唯一の入選であったとみられている。この絵は画風に印象派のスタイルが取り入れられていた。1904年に日露戦争が起きると『フィガロ』紙から特派員の仕事を打診されたが、次女の誕生直後だったためこれを断っている。その代わりに、日清戦争当時の取材経験をもとに想像したと推定される戦争画や日本を題材とした絵をフランスの新聞に寄稿した。ビゴーはこの頃まで日本通の画家として日本を扱った絵を多く手がけたが、日露戦争終結後は減少した。A・ド・ジェリオルの『大仏の耳の中で』（1904年）が、日本を題材にした彼の挿絵本の最後となる。
その後ビゴーは、大衆向けの販売促進を兼ねた娯楽出版物だったエピナール版画の下絵を描く仕事をした。及川茂はその期間を1906年から1916年頃までと推定している。また、ビゴーが新聞・雑誌の挿絵から手を引いてこの仕事についた背景について、読者の求めるような題材をときには事実を曲げてでも描かねばならない挿絵よりも、そうした制約のないエピナール版画を選んだのではないかと推測している。ビゴーのエピナール版画の中には、他に例を見ない日本の昔話や風俗を扱ったものも少ないながら存在した。ビゴーの作品を同業者がコピーした例も多く、及川は「他のエピナール版画と比較して、ビゴーが絵画的に卓越していることは一目瞭然である」と評価している。しかし、エピナール版画は駄菓子屋などで子どもが購入するような安価な商品であり、芸術として評価される対象ではなかった。ビゴーの次女はその子ども（ビゴーの孫）にはこの仕事について全く語ることがなく、孫たちが1970年代に日仏のビゴー研究者から取材を受けた際にもそのことに触れなかったため、及川が1980年代にその事実を発見するまでは知られることがなかった。
1925年にはフランスの装飾芸術展に出品し、教育功労章を受章した。同じ年、マルセイユで発行されていた『ミディ・コロニアル・マリティム』という週刊新聞におよそ20年ぶりに挿絵の寄稿を再開する。この新聞はフランスの植民地に関する話題を主に取り扱っており、当時フランス領インドシナ総督となったアレクサンドル・ヴァレンヌを社会主義者として批判する論調を取っていた。ビゴーの挿絵は当初この論調に沿ったもので、のちには中国における共産主義運動も題材として取り上げている。1925年に日仏混血でフランス在住の山田キクが日本を題材にした小説『マサコ』を刊行すると強い興味を示し、手元の本に1ページずつ挿絵を入れることを試みた。
晩年の彼はエソンヌ県のビエーヴル (Bièvres) の自宅に、ヨーロッパには自生しない竹を取り寄せて植えつけた小さな日本風の庭園を作り、その庭を眺めることを好んだ。日本風の着物をまとい、近所の人々からは「日本人」と呼ばれた。1927年、自宅の庭を散策中に、脳卒中で倒れ死去。67歳だった。
死去により、『マサコ』の挿絵は下絵を含めて14図で途切れた。『ミディ・コロニアル・マリティム』に寄稿していた挿絵が、外部に発表した作品としては絶筆となった。

## 死後の再評価
第二次世界大戦前の日本ではビゴーの事績はほとんど知られることがなかった。これは、ビゴーの仕事の多くが居留地や海外の欧米人向けであったことや、生前に黒田清輝と絶縁してしまったことが影響している。日本の洋画界への影響に関しても、幕末に来日したチャールズ・ワーグマンとは異なり、洋画を本格的に志す日本人は自ら留学する時代になっており、ビゴーがその手本となることはなかったのである。

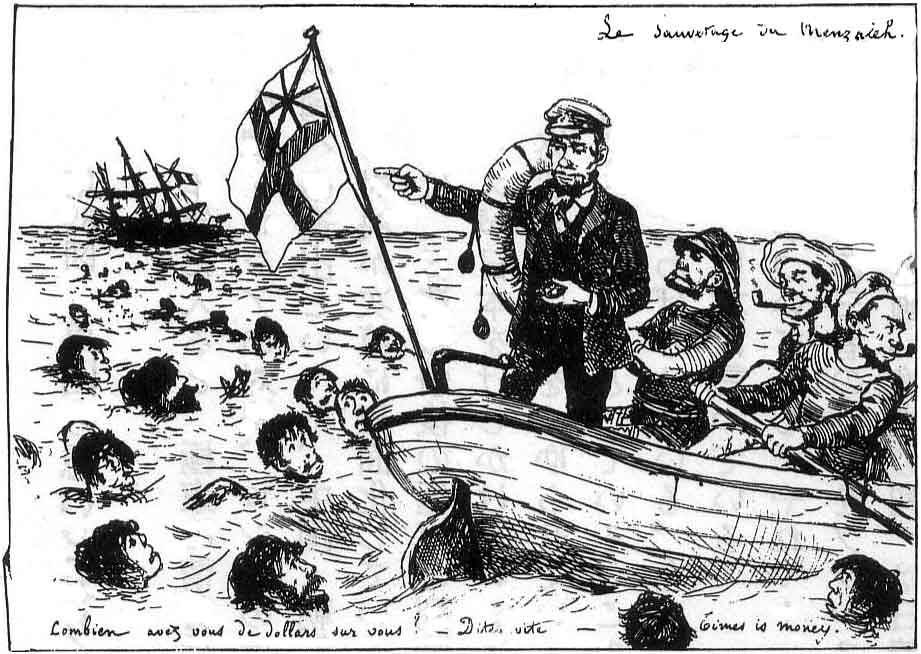
『メンザレ号の救助』
ノルマントン号事件を扱った風刺画。
1887年に上海沖で遭難したフランス郵便船の沈没（メンザレ号遭難事件）を、ノルマントン号の乗組員の行動と比較している。『トバエ』に掲載（1887年）。

戦後、歴史学者の服部之総が主催する近代史研究会のテキストで、ビゴーの風刺画を多数紹介したことで日本国内に広く知られることとなった。社会科の教科書にビゴーの絵が掲載されるようになったのもこれ以降である。日本の芸術史においても、漫画のほか、日本の銅版画家に影響を与えたことが指摘されている。
また、上記の通り及川茂によって、帰国後のエピナール版画の挿絵画家としての仕事が発掘され、及川は「ビゴーにはエピナール版画の中興の祖という言葉こそ相応しいと思う」と記している。
清水勲は1970年、それまで15年にわたり収集したビゴーの作品や研究成果を500部限定の『ジョルジュ・ビゴー画集』として自費出版し、ビゴーの研究と再評価に大きく貢献した。清水は1994年に渡仏して屋根裏部屋に保管されていたビゴー作品を子孫から買い取り、2021年3月に死去する前に自らの戒名を「釈美郷信士」と決めておくほど入れ込んでいた。

## 日本に対するスタンス
ビゴーの身長は160cmと欧米人としては低く、当時の日本人成人男性の平均とほぼ同じであった。清水勲は、このことで威圧感を与えずに日本人の中に入り込むことができたこと、また日本人の目線と変わらない絵の構図を獲得できたことを推定している。
ビゴーの描いた風刺画のうち、鹿鳴館や日清戦争を扱ったものは小学校や中学校、高校などの社会科（歴史）教科書にしばしば教材として掲載されてなじみが深い。これらの絵では日本に対して辛辣な描き方がされている。これについて清水勲は、ビゴーは条約改正を尚早と考える点では居留地の外国人と同じスタンスに立っており、日本人の非近代的な側面を強調することでそれをアピールしようとした際に、貧相な容姿と非近代性をこじつけることが読者の理解を得やすいと考えたからだとしている。
ただし、ビゴーが批判したのは日本国家の皮相的な欧化主義であり、日本の伝統的な文化や庶民の営みには敬意と共感を抱いていた。子守の少女が鉢巻きを巻いた姿で遊ぶのを目にして「鉢巻きは赤ん坊の顔に髪が触れないための工夫で、少女が遊ぶことで赤ん坊も楽しめるという点で日本の子守は悧巧である」と感服したという日本人の証言が残されている。女性については『トバエ』の中で「日本で一番いいもの、それは女性だ。（中略）日本の女性に生まれたのだから、どうぞ日本の女性のままでいてもらいたい」と記し、絵においても上流階級の人々は別として、風刺の少ない絵を描いた。後には日本人女性と結婚している。この背景として、日本の女性がビゴーの求める日本的なものや江戸情緒を伝える存在だったからだと清水勲は記している。
1898年頃と推定される詩画集『横浜バラード』には、日本への幻滅（糞尿を運ぶ荷車の悪臭や、外国人には高額をふっかける日本の商売人）が歌われ、離日直前に刊行した画集『1899年5月』では条約改正後の日本に対する外国人の不安がストレートに表現されていた。しかし、フランス帰国後も亡くなるまで日本に対して愛着を抱き続けた。また、日本軍をよく知っていたビゴーは、日露戦争当時のフランスで「ロシア圧勝」という世論に同調しない数少ないフランス人でもあった。
欧米における日本人描写のステレオタイプとなった「つり目で出っ歯」という姿はビゴーの風刺画にも登場するが、その点について清水勲は「当時の日本人は現在に比べて国民全体の栄養状態が悪く、小柄で出っ歯の人が多かった。そうした日本人の姿が1867年のパリ万博で直に欧米人の目に触れたことと、ワーグマン、ビゴーなどの来日外国人の絵や当時の写真などの影響とによって広まり、欧米人の日本人観の一要因となったのではないか」といった意見を述べている。
一方、同じくステレオタイプとしてよく登場する眼鏡については、ビゴーは「一般的に言って、日本人の視力はたいへん悪い。日本では様々な形をした、また様々な色をした眼鏡をかけている人に出会う」と記している。清水勲は当時の日本人が「栄養状態が悪かったせいか、また家屋の作りから来る照明状態の悪さからか視力がよくなかった」ことと明治以降印刷物を読む機会が増えたことで、眼鏡を多くの人が使うようになったのではないかと推定している。ただし、ビゴーの絵に眼鏡をかけた人物は必ずしも多くない。清水も、昭和期以降の欧米での日本人像に眼鏡が多く出る理由には昭和天皇や東条英機といった眼鏡をかけた要人がいた影響を指摘している。ビゴーが庶民をスケッチした絵では男女を問わず様々な人相・年齢・職業の人物を描き分けている。
清水勲は「ビゴーは反日家なのか親日家かと聞かれることがあるが、答えはもちろん親日家である」と述べている。
及川茂は、帰国後のビゴーは、当時フランスで見られたインドシナなど他の風俗と混交したようなでたらめな日本描写を快くは思わなかったが、それに立ち上がって抗議するような形での感情は日本に抱いていなかったとしている。及川はビゴーが「日本をエキゾチストではなく、生活の一部として生きてきた人間」であり、「日本と対決したり競い合ったり摩擦を感じたりするのではなく、あればあるがままに、なければなしでもやっていけた」という。滞日当時の日本は「そこで生活していれば批判の対象であり、揶揄の種であった」が、それはビゴーが初めて知った日本とは別物であったとする。帰国後のビゴーにとって日本は「いつも優しくそこにある国」で、素朴で自然で暖かい日本を自分の心の中にしまっておきたいという感情故に、ジャーナリズムの挿絵画家という職を捨てざるを得なかったと指摘している。
吉村和真は、マンガ表現に内在するステレオタイプとその起源に関する考察の一環として、ビゴーが鹿鳴館に行くため洋服を着る日本人を猿として描いた有名な絵を（ワーグマンの「日本では馬も眼鏡をかけている」という風刺画とともに）取り上げた。吉村はその中で、これらの図からは「眼鏡・出っ歯」や「猿顔・つり目」といった特徴を持った「当時の後発近代国家に属する「日本人」という＜他者＞の未開性を描くことによって、先発近代国家に属する（中略）＜自己＞の文明性を確認しようとする」二人の自他意識（「一等国民」としての自負）が看取され、それはビゴーが絵の片隅に書いた「名磨行（なまいき）」という文字にも如実に示されていると記している。吉村は、二人が日本人に偏見を持っていたとか当時の日本人は文明開化の意味を取り違えていたといった過去への断罪を主張したいわけではないと断った上で、これらの絵に描かれた「日本人」の視覚的イメージがその後のマンガ表現に与えた影響力の大きさを指摘している。また、二人がともに親日家で写実的なスケッチも数多く残している事実と合わせ、「これらの「日本人」描写を通じて浮き彫りとなる、彼らの視線が意味するところは複雑で重い」と述べている。

## 所蔵美術館（日本）
宇都宮美術館は、清水勲の協力により世界最大級のビゴー作品コレクションを有し（約300点）、2021年にはビゴー展を開催した。千葉市美術館は『稲毛海岸』を、千葉県立美術館は『稲毛の女漁師と子ども』を所蔵する。

## 著作
日本で出版された銅版画集
- 『O-HA-YO おはよ』1883年（明治16年）
- 『あさ』1883年（明治16年）
- 『MA-TA また』1884年（明治17年）
- 『Croquis Japonais』1886年（明治19年）
- 『La Journee d'un Depute 國會議員之本』1890年（明治23年）
- 『La Journee d'une Guesha a Tokio』1891年（明治24年）
- 『Shocking au Japon』1895年（明治28年）
- 『Yokohama Ballads』1899年（明治32年）

## ギャラリー

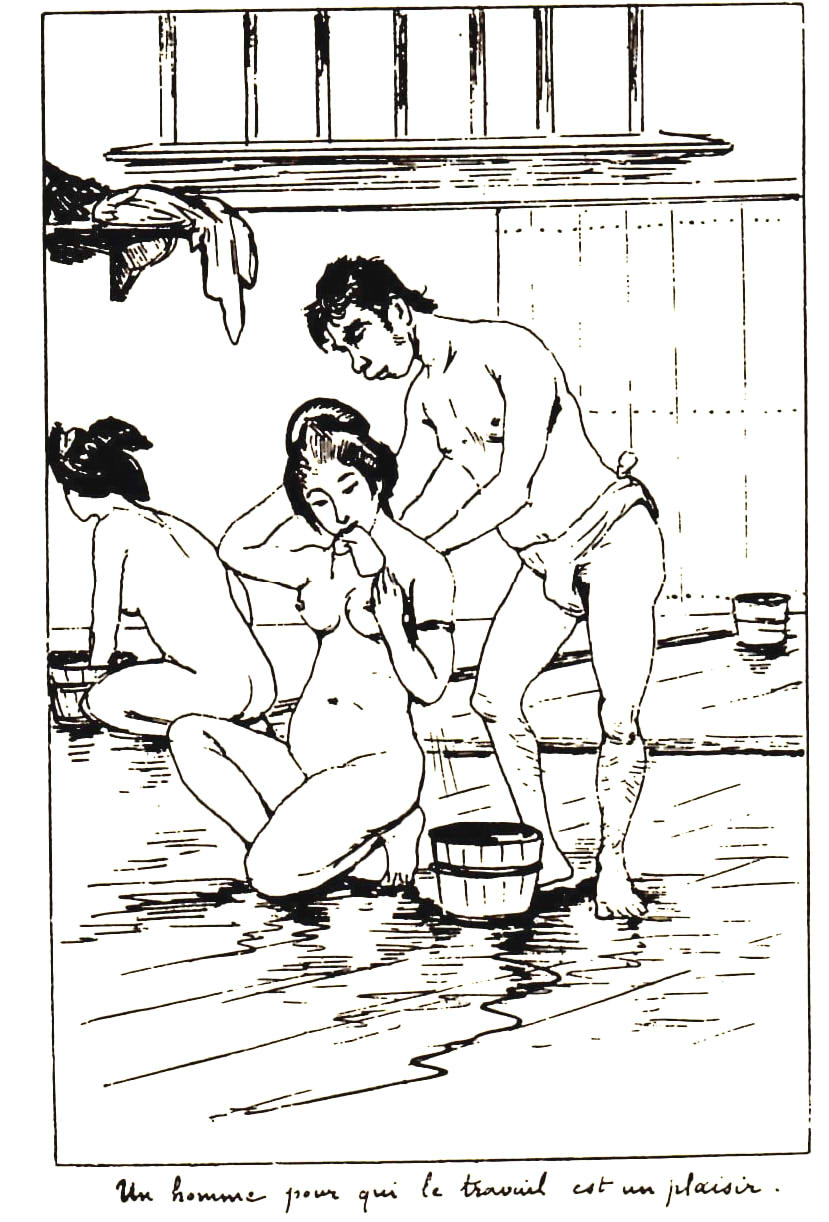
女湯で流し中の三助（1884年の作）。
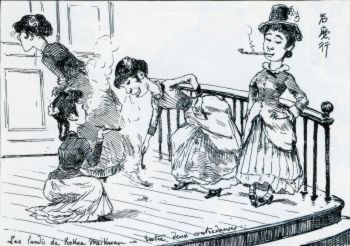
鹿鳴館に動員された舞踏会の合間の淑女のようすを描いた風刺画（1887年の作）。
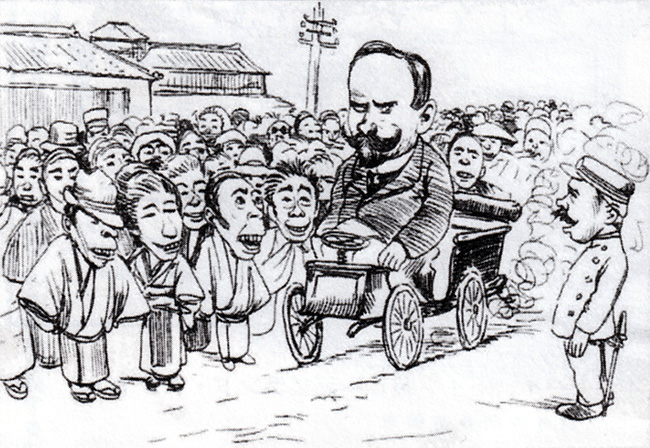
自動車を初めて見る東京の人々（1898年の作）。
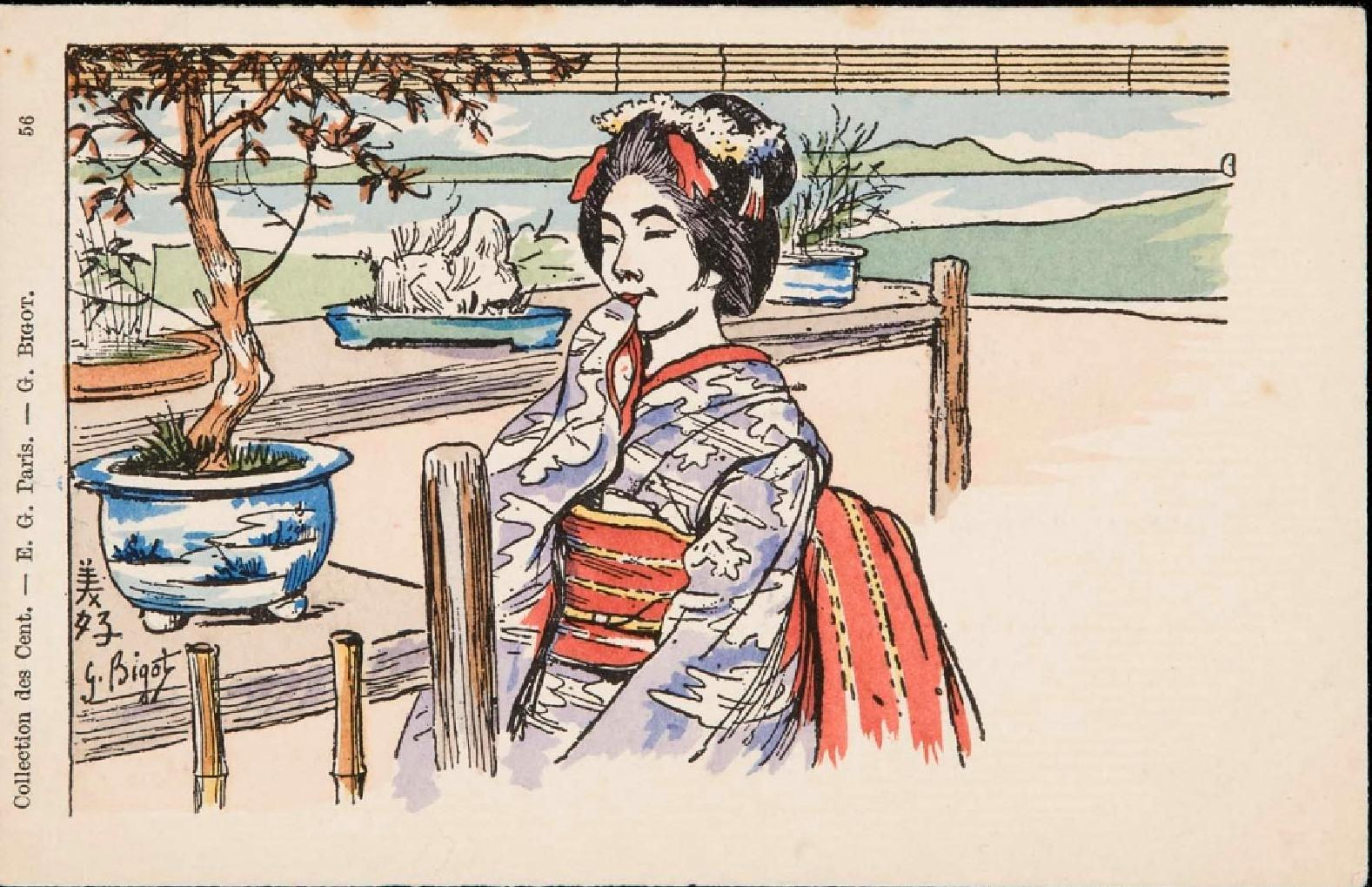
和服姿の女性（1900年の作）。
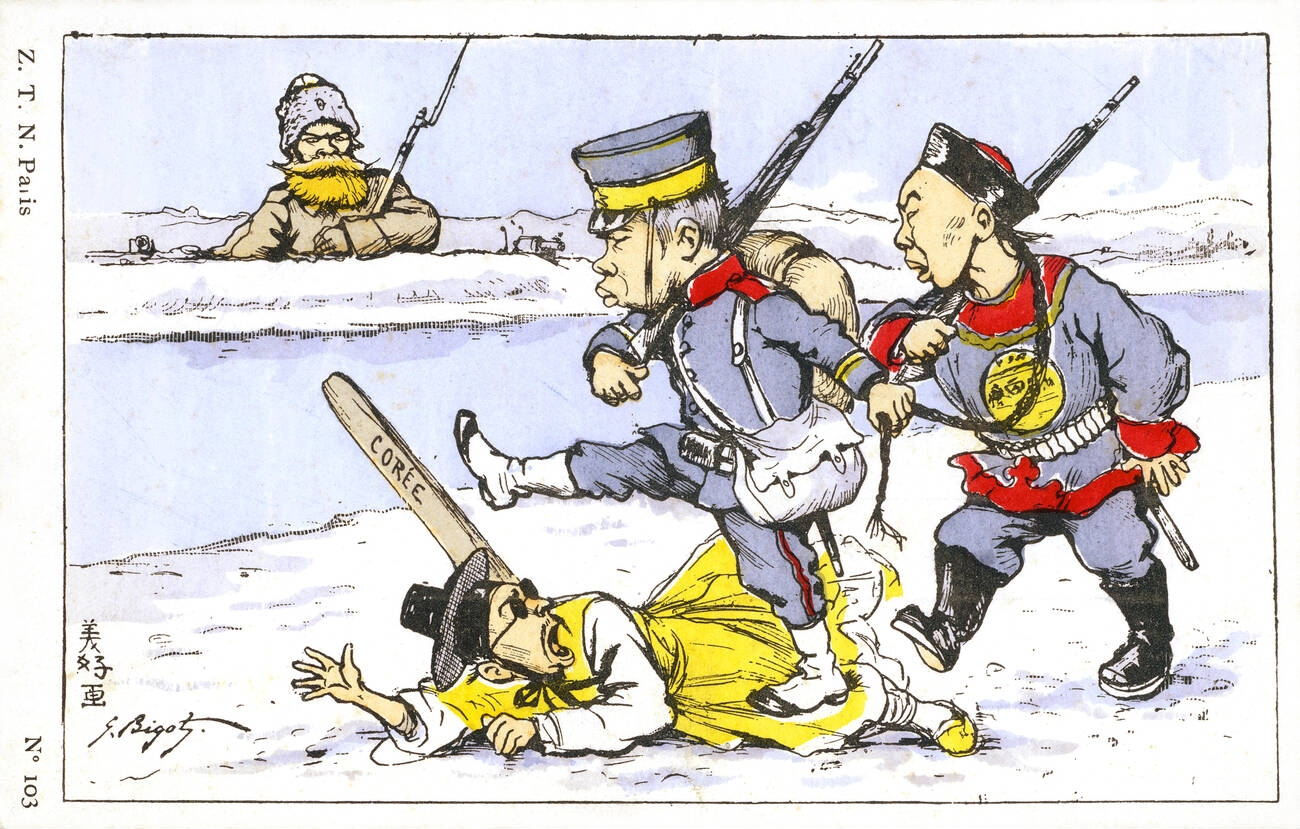
朝鮮人を蹴飛ばす日本と中国およびそれを見るロシア（1904年の作）。
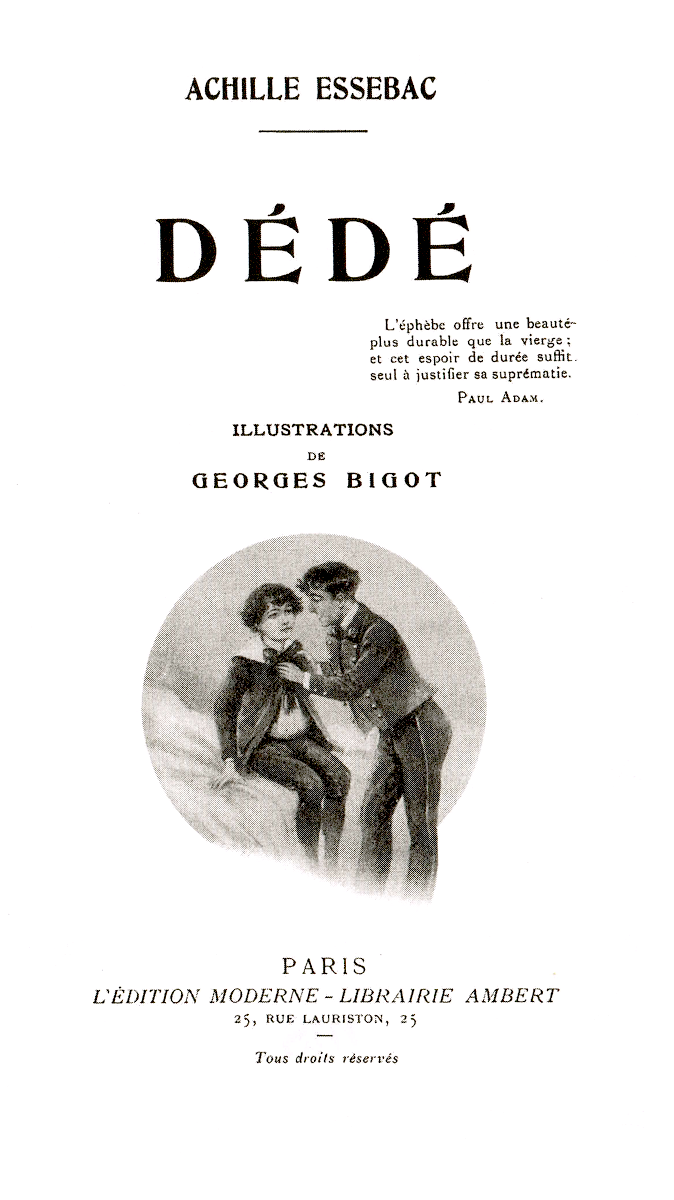
ビゴーによるイラストが描かれたAchille Essebacの小説『デデ』の表紙